# UN/LOCODE
UN/LOCODE (англ. United Nations Code for Trade and Transport Locations) — международная система классификации географических объектов. Разработана и поддерживается UNECE (англ. United Nations Economic Commission for Europe), отделением Организации Объединённых Наций.

## Общие сведения
Система включает в себя около 50 тысяч записей о городах и объектах в них, имеющих важное транспортное и экономическое значение, таких как аэропорты, морские и речные порты, железные дороги и автотрассы, находящихся в 235 странах.

## Принцип классификации
UN/LOCODE обычно состоит из 5 символов. Первые два являются буквами латинского алфавита и являются кодом страны согласно ISO 3166-1 alpha-2. Далее обычно следуют три буквы, однако в случае недостатка комбинаций используются также цифры от 2 до 9. Для аэропортов код страны согласно ISO 3166-1 alpha-2 не всегда совпадает с кодом ИАТА.
Кроме того, UN/LOCODE определяет латинизированные названия тех городов, в названии которых встречаются символы национальных алфавитов (например, умляуты).

## Примеры
- DE BER соответствует городу Берлин в Германии (DE)
- DE TXL соответствует аэропорту Берлин-Тегель в Германии (DE)
- NL AMS соответствует городу Амстердам в Нидерландах (NL)
- SE GOT соответствует городу Гётеборг (Göteborg) в Швеции (SE)
- RU STW соответствует городу Ставрополь в России (RU)

## Функции
Кроме 5-символьного кода самого объекта дополнительными цифрами характеризуются его функции. Важнейшими из них являются:
- 1 = порт
- 2 = железнодорожный терминал
- 3 = автотерминал
- 4 = аэропорт
- 5 = точка перегрузки почты

## Ошибки
Время от времени некоторые объекты встречаются в списке дважды. Так, AR SMC (англ. San Miguel de Tucuman, функции 23) был в добавлен в редакции 2006-1 в то время как там уже был AR TUC (англ. Tucuman, функция 1). В той же редакции был внесен AR SSJ (англ. San Salvador de Jujuy, функция 4) при уже существовавшем ARJUJ Jujuy (функции 1235). То есть вместо добавления функций уже имеющихся объектов, создавалась новая запись об этом же объекте, но с нужной функцией.